# Мунтеній-де-Жос
Мунтеній-де-Жос (рум. Muntenii de Jos) — село у повіті Васлуй в Румунії. Входить до складу комуни Мунтеній-де-Жос.
Село розташоване на відстані 274 км на північний схід від Бухареста, 4 км на південний схід від Васлуя, 62 км на південь від Ясс, 132 км на північ від Галаца.

## Населення
За даними перепису населення 2002 року у селі проживали 1784 особи, усі — румуни. Усі жителі села рідною мовою назвали румунську.